# Sierra Leone Football Association

Logo der SLFA bis Mitte 2013

Die Sierra Leone Football Association (SLFA) ist das höchste Fußball-Organ in Sierra Leone. Der Verband wurde 1967 gegründet und trat im selben Jahr als Mitglied der FIFA und dem afrikanischen Fußballverband bei.
Der Verband war vom 5. Oktober 2018 bis Anfang Juni 2019 von der FIFA suspendiert.
Die SLFA unterhält mit der Football Academy of Sierra Leone eine eigene Fußball-Akademie zum Zwecke der Nachwuchsförderung. Seit 2009 gab es eine privat geförderte Fußballakademie, die Craig Bellamy Tombo Football Academy. Diese war von der SLFA anerkannt. Sie schloss aufgrund finanzieller Unregelmäßigkeiten im April 2017.
Seit Juni 2021 steht Thomas Brima dem Verband vor. Bis dahin hatte seit 2013 Isha Johansen als erste Frau in der Geschichte das Amt inne.

## Wettbewerbe
Die SLFA organisiert die nationale Premier League, die 2nd Division, den FA Cup, die Women’s Premier League sowie die Nationalmannschaften.

## Mitglieder
Die SLFA hat sechs regionale Mitgliedsverbände (gemäß den vier Provinzen und dem einen Gebiet, was in städtisch und ländlich geteilt wurde) sowie 16 Mitgliedsverbände auf Distriktebene.